# Fjodor II. (Russland)

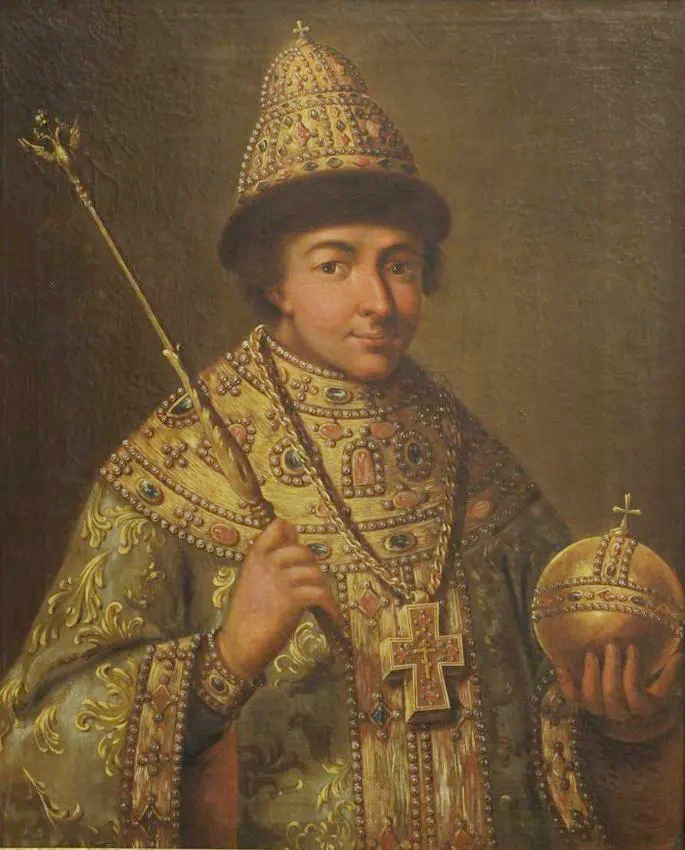
Zar Fjodor II. Buchmalerei aus dem frühen 17. Jahrhundert

Fjodor II. Borissowitsch Godunow (russisch Фёдор II. Бори́сович Годуно́в; * 1589 in Moskau; † 10. Junijul. / 20. Juni 1605greg. in Moskau) war von April bis Juni 1605 kurzzeitig Zar und Großfürst von Russland.

## Werdegang
Fjodor II. Borissowitsch Godunow wurde als zweites Kind und einziger Sohn des Zaren Boris Godunow und dessen Ehefrau Maria Grigorjewna Skuratowa-Belskaja 1589 in Moskau geboren. Von klein an wurde Fjodor durch ausländische Lehrer erzogen, die sein Vater extra dafür nach Moskau einlud. Schon im Alter von 15 bis 16 Jahren soll er nach Worten des Historikers Karamsin (1766–1826) den Hof durch seinen Scharfsinn und seine Urteilskraft immer wieder beeindruckt haben.

## Die Landkarte des Fjodor Borissowitsch
Fjodor Borissowitsch ist auch in die Geschichte der russischen Kartografie eingegangen. Unter seiner Leitung (er war noch Zarewitsch) wurde die eigentlich erste Landkarte Russlands erstellt. Zuvor existierten nur Prototypen von Landkarten Russlands, die von ausländischen Kartografen erstellt wurden. Die Landkarte wurde in Amsterdam 1613 gedruckt.

## Herrschaft
Früh wurde Fjodor von seinem Vater mit Staatsangelegenheiten vertraut gemacht. Im Alter von acht Jahren nahm er an seinem ersten großen Empfang teil. Drei Tage nach dem Tod seines Vaters legte Fjodor als gesetzlicher Thronfolger (im Beisein seiner Schwester Xenia und seiner Mutter) den Throneid ab. Von einer Regierungszeit oder Herrschaft kann nicht eindeutig ausgegangen werden, sie war auch noch teilweise durch Verhaftungen unterbrochen. Er bestieg am 13. April 1605 den Thron und seine Untertanen legten den Treueeid ab, er wurde jedoch nicht zum Zar von Russland gekrönt.

## Verrat und Tod
Am 1. Juni stellten die Moskowiter, aufgehetzt durch Anhänger des Falschen Dmitri (Pseudodimitri), unter Duldung der Bojarenregierung Fjodor II., seine Mutter und seine Schwester Xenia im Kreml unter Arrest. In der Folge wurde Pseudodimitri unter dem Namen Dimitri Ivanowitsch (Dimitri I.) zum neuen Zaren ausgerufen.
Kurz vor dessen Einzug in Moskau wurden der abgesetzte Zar und seine Mutter in deren Kremlwohnung erwürgt. Nach einigen Angaben hat Dimitri die Ermordung der Godunows als Bedingung für seinen Einzug in die Hauptstadt gestellt. Fjodor, ein starker und ausdauernder junger Mann, leistete den Mördern anscheinend so viel Widerstand, dass vier Männer ihn kaum überwältigen konnten.
Offiziell wurde erklärt, dass Fjodor und seine Mutter sich vergiftet hätten. Laut Berichten von Augenzeugen zeigten ihre Leichen, die öffentlich zur Schau gestellt wurden, jedoch Spuren des Kampfes und des gewaltsamen Tods (vergleiche auch den Schluss von Puschkins Drama Boris Godunow).
Die Zarentochter Xenia wurde von Dimitri missbraucht und später ins Kloster geschickt.